# Stephan Eberharter
Stephan Eberharter (Brixlegg, 24 marzo 1969) è un ex sciatore alpino austriaco.
Campione polivalente in attività tra la fine degli anni 1980 e i primi anni 2000, fu uno degli elementi della forte squadra austriaca che dominò per più di un decennio il Circo bianco. Nel suo palmarès vanta tra l'altro un titolo olimpico, tre iridati, due Coppe del Mondo generali, cinque di specialità e due Coppe Europa.

## Biografia

### Stagioni 1987-1997
Eberharter, originario di Stumm, esordì nel Circo bianco in occasione dei Mondiali juniores di Sälen 1987; due anni dopo si aggiudicò il primo importante trofeo in carriera, la Coppa Europa 1988-1989, vincendo anche la classifica di specialità in slalom gigante. Ottenne il suo primo piazzamento di rilievo in Coppa del Mondo durante la stagione 1989-1990, classificandosi all'8º posto nello slalom gigante disputato il 23 novembre a Park City. Nella successiva stagione 1990-1991 in Coppa del Mondo colse il primo podio, il 3º posto nel supergigante di Valloire del 2 dicembre, e si piazzò al 2º posto nella classifica della Coppa del Mondo di supergigante, battuto per 7 punti dallo svizzero Franz Heinzer. Fu tuttavia ai Mondiali di Saalbach-Hinterglemm di quell'anno, suo esordio iridato, che Eberharter balzò a sorpresa agli onori delle cronache conquistando due medaglie d'oro, nel supergigante e nella combinata.
Nelle stagioni successive il rendimento di Eberharter, anche a causa di un infortunio, non si mantenne all'altezza di quei primi successi e non ottenne più alcun risultato di rilievo; debuttò ai Giochi olimpici invernali ad Albertville 1992, dove non completò la prova di combinata, e non prese più parte a rassegne iridate fino a Sierra Nevada 1996, dove comunque non portò a termine la gara di supergigante. Il sostegno della Federazione sciistica dell'Austria non venne comunque mai meno e nella stagione 1996-1997 lo sciatore tirolese tornò al successo in Coppa Europa, aggiudicandosi sia la classifica generale sia quelle di discesa libera e di supergigante.

### Stagioni 1998-1999
Eberharter conquistò la sua prima medaglia olimpica, l'argento nello slalom gigante, ai XVIII Giochi olimpici invernali di Nagano 1998, dove prese anche parte alla prova di supergigante, senza portarla a termine; nella stessa stagione in Coppa del Mondo ottenne il primo successo in carriera, nello slalom gigante del 14 marzo a Crans-Montana, e giunse 3º sia nella classifica generale sia in quella di supergigante. Oltre alla vittoria, quell'anno salì altre cinque volte sul podio nel circuito.
Ai Mondiali di Vail/Beaver Creek 1999 Eberharter si piazzò 5º nella discesa libera, 4º nel supergigante e non completò la prima manche dello slalom gigante, mentre al termine della stagione di Coppa del Mondo, dopo aver ottenuto nove podi con tre vittorie, risultò 2º sia nella classifica di supergigante sia in quella di slalom gigante: nella prima fu superato dal compagno di squadra Hermann Maier, che sarebbe stato il suo principale rivale per il resto della sua carriera, di 186 punti, mentre nella seconda fu battuto dallo svizzero Michael von Grünigen per 73 punti.

### Stagioni 2000-2002
Dopo una stagione 1999-2000 priva di vittorie in Coppa del Mondo (nonostante i sei podi), nel 2001 lo sciatore austriaco incrementò il proprio palmarès conquistando la medaglia d'argento nel supergigante ai Mondiali di Sankt Anton am Arlberg, dove fu anche 7º nella discesa libera. In quella stessa stagione 2000-2001, dopo aver ottenuto otto podi con due vittorie, arrivò 2º sia nella classifica generale di Coppa del Mondo sia in quella di discesa libera, battuto in entrambi i casi da Maier (rispettivamente di 743 e di 14 punti).
Il punto di svolta della carriera di Eberharter fu legato a un fatto estraneo alle gare: nell'agosto 2001 Maier fu coinvolto in un grave incidente in motocicletta e la sua momentanea uscita di scena permise a Eberharter di imporsi al vertice dello sci alpino. Nella stagione 2001-2002 in Coppa del Mondo salì diciassette volte sul podio, vincendo dieci gare tra le quali diverse classiche dello sci alpino: la discesa libera della Saslong in Val Gardena il 15 dicembre, quella della Lauberhorn di Wengen il 12 gennaio, le due prove veloci di Kitzbühel (il supergigante della Streifalm e la discesa libera della Streif) il 18 e il 19 gennaio e il supergigante della Kandahar di Garmisch-Partenkirchen il 27 gennaio; a fine stagione si aggiudicò le sue prime coppe di cristallo, quella generale (con 606 punti di vantaggio sul norvegese Kjetil André Aamodt) e quelle di discesa libera (superando il connazionale Fritz Strobl di 290 punti) e di supergigante (con 44 punti in più dello svizzero Didier Cuche), mentre nella classifica di slalom gigante fu 3º. Il 2002 fu anche l'anno del congedo olimpico dell'atleta austriaco e ai XIX Giochi olimpici invernali di Salt Lake City 2002 conquistò una medaglia in ognuna delle tre gare cui prese parte: l'oro nello slalom gigante, l'argento nel supergigante e il bronzo nella discesa libera.

### Stagioni 2003-2004
Anche nella stagione 2002-2003 Eberharter s'impose in diverse classiche della Coppa del Mondo, come le discese libere della Birds of Prey di Beaver Creek il 7 dicembre, della Stelvio di Bormio l'11 gennaio e nuovamente della Lauberhorn di Wengen (17 gennaio) e della Kandahar di Garmisch-Partenkirchen (il 22 febbraio); fu anche al cancelletto di partenza dei Mondiali di Sankt Moritz, sua ultima presenza iridata, dove riuscì a salire di nuovo sul gradino più alto del podio nel supergigante, dodici anni dopo la vittoria di Saalbach-Hinterglemm, mentre si piazzò 5º nella discesa libera e 23º nello slalom gigante. A fine stagione vinse nuovamente le Coppe del Mondo generale (con 233 punti di vantaggio sullo statunitense Bode Miller), di discesa libera (battendo lo statunitense Daron Rahlves di 197 punti) e di supergigante (con 76 punti in più del liechtensteinese Marco Büchel), dopo aver totalizzato tredici podi con nove vittorie.
Chiuse l'attività agonistica nella stagione 2003-2004, andando a podio in Coppa del Mondo altre dodici volte e vincendo quattro gare: tra queste ancora due classiche, le discese libere di Kitzbühel (24 gennaio) e di Garmisch-Partenkirchen (31 gennaio), e l'ultimo successo in carriera, ottenuto nella discesa libera di Lillehammer Kvitfjell del 6 marzo. Quell'anno vinse la Coppa del Mondo di discesa libera (superando Rahlves di 204 punti), arrivò 3º nella classifica di supergigante e 2º in quella generale, staccato di 42 punti da Maier, tornato competitivo al rientro dal grave infortunio. Si congedò dalla competizioni con l'ultimo podio in Coppa del Mondo, il 2º posto nel supergigante di Sestriere dell'11 marzo.

## Palmarès

### Olimpiadi
- 4 medaglie:
  - 1 oro (slalom gigante a Salt Lake City 2002)
  - 2 argenti (slalom gigante a Nagano 1998; supergigante a Salt Lake City 2002)
  - 1 bronzo (discesa libera a Salt Lake City 2002)

### Mondiali
- 4 medaglie:
  - 3 ori (supergigante, combinata a Saalbach-Hinterglemm 1991; supergigante a Sankt Moritz 2003)
  - 1 argento (supergigante a Sankt Anton am Arlberg 2001)

### Coppa del Mondo
- Vincitore della Coppa del Mondo nel 2002 e nel 2003
- Vincitore della Coppa del Mondo di discesa libera nel 2002, nel 2003 e nel 2004
- Vincitore della Coppa del Mondo di supergigante nel 2002 e nel 2003
- 75 podi:
  - 29 vittorie
  - 22 secondi posti
  - 24 terzi posti

#### Coppa del Mondo - vittorie
| Data             | Località               | Paese       | Specialità |
| ---------------- | ---------------------- | ----------- | ---------- |
| 14 marzo 1998    | Crans-Montana          | Svizzera    | GS         |
| 20 novembre 1998 | Park City              | Stati Uniti | GS         |
| 27 novembre 1998 | Aspen                  | Stati Uniti | SG         |
| 27 febbraio 1999 | Ofterschwang           | Germania    | GS         |
| 25 novembre 2000 | Lake Louise            | Canada      | DH         |
| 3 marzo 2001     | Lillehammer Kvitfjell  | Norvegia    | DH         |
| 7 dicembre 2001  | Val-d'Isère            | Francia     | SG         |
| 8 dicembre 2001  | Val-d'Isère            | Francia     | DH         |
| 15 dicembre 2001 | Val Gardena            | Italia      | DH         |
| 12 gennaio 2002  | Wengen                 | Svizzera    | DH         |
| 18 gennaio 2002  | Kitzbühel              | Austria     | SG         |
| 19 gennaio 2002  | Kitzbühel              | Austria     | DH         |
| 27 gennaio 2002  | Garmisch-Partenkirchen | Germania    | SG         |
| 2 febbraio 2002  | Sankt Moritz           | Svizzera    | DH         |
| 3 febbraio 2002  | Sankt Moritz           | Svizzera    | GS         |
| 6 marzo 2002     | Altenmarkt-Zauchensee  | Austria     | DH         |
| 27 ottobre 2002  | Sölden                 | Austria     | GS         |
| 30 novembre 2002 | Lake Louise            | Canada      | DH         |
| 1º dicembre 2002 | Lake Louise            | Canada      | SG         |
| 7 dicembre 2002  | Beaver Creek           | Stati Uniti | DH         |
| 14 dicembre 2002 | Val-d'Isère            | Francia     | DH         |
| 11 gennaio 2003  | Bormio                 | Italia      | DH         |
| 17 gennaio 2003  | Wengen                 | Svizzera    | DH         |
| 22 febbraio 2003 | Garmisch-Partenkirchen | Germania    | DH         |
| 13 marzo 2003    | Lillehammer Kvitfjell  | Norvegia    | SG         |
| 10 gennaio 2004  | Chamonix               | Francia     | DH         |
| 24 gennaio 2004  | Kitzbühel              | Austria     | DH         |
| 31 gennaio 2004  | Garmisch-Partenkirchen | Germania    | DH         |
| 6 marzo 2004     | Lillehammer Kvitfjell  | Norvegia    | DH         |

Legenda:

DH = discesa libera

SG = supergigante

GS = slalom gigante

### Coppa Europa
- Vincitore della Coppa Europa nel 1989 e nel 1997[1]
- Vincitore della classifica di discesa libera nel 1997[1]
- Vincitore della classifica di supergigante nel 1997[1]
- Vincitore della classifica di slalom gigante nel 1989[1]
- 15 podi (dati dalla stagione 1994-1995):
  - 6 vittorie
  - 3 secondi posti
  - 6 terzi posti

#### Coppa Europa - vittorie
| Data             | Località     | Paese    | Specialità |
| ---------------- | ------------ | -------- | ---------- |
| 11 dicembre 1996 | Obereggen    | Italia   | SG         |
| 20 dicembre 1996 | Haus         | Austria  | SG         |
| 1º marzo 1997    | Sankt Moritz | Svizzera | DH         |
| 2 marzo 1997     | Sankt Moritz | Svizzera | DH         |
| 3 marzo 1997     | Sankt Moritz | Svizzera | SG         |
| 6 marzo 1997     | Les Arcs     | Francia  | GS         |

Legenda:

DH = discesa libera

SG = supergigante

GS = slalom gigante

### Campionati austriaci
- 6 medaglie[1]:
  - 1 oro (slalom speciale nel 1991)
  - 1 argento (discesa libera nel 1989)
  - 4 bronzi (supergigante, slalom gigante nel 1989; slalom gigante nel 1990; supergigante nel 1996)

### Campionati austriaci juniores
- 1 medaglia[1]:
  - 1 oro (supergigante nel 1987)

## Statistiche

### Podi in Coppa del Mondo
| Stagione/Specialità | Discesa libera         | Discesa libera         | Discesa libera         | Supergigante           | Supergigante           | Supergigante           | Slalom gigante         | Slalom gigante         | Slalom gigante         | Podi totali            |
| ------------------- | ---------------------- | ---------------------- | ---------------------- | ---------------------- | ---------------------- | ---------------------- | ---------------------- | ---------------------- | ---------------------- | ---------------------- |
| Stagione/Specialità | 1º                     | 2º                     | 3º                     | 1º                     | 2º                     | 3º                     | 1º                     | 2º                     | 3º                     | Podi totali            |
| 1990                |                        |                        |                        |                        |                        |                        |                        |                        |                        | 0                      |
| 1991                |                        |                        |                        |                        |                        | 2                      |                        |                        | 1                      | 3                      |
| 1992                |                        |                        |                        |                        |                        |                        |                        |                        |                        | 0                      |
| 1993                |                        |                        |                        |                        | 1                      |                        |                        |                        |                        | 1                      |
| 1994                |                        |                        |                        |                        |                        |                        |                        |                        |                        | 0                      |
| 1995                |                        |                        |                        |                        |                        |                        |                        |                        |                        | 0                      |
| 1996                | stagione non disputata | stagione non disputata | stagione non disputata | stagione non disputata | stagione non disputata | stagione non disputata | stagione non disputata | stagione non disputata | stagione non disputata | stagione non disputata |
| 1997                | stagione non disputata | stagione non disputata | stagione non disputata | stagione non disputata | stagione non disputata | stagione non disputata | stagione non disputata | stagione non disputata | stagione non disputata | stagione non disputata |
| 1998                |                        |                        | 1                      |                        | 2                      | 1                      | 1                      | 1                      |                        | 6                      |
| 1999                |                        | 1                      | 2                      | 1                      | 2                      |                        | 2                      | 1                      |                        | 9                      |
| 2000                |                        | 2                      | 1                      |                        | 1                      | 1                      |                        |                        | 1                      | 6                      |
| 2001                | 2                      | 2                      | 2                      |                        |                        | 1                      |                        | 1                      |                        | 8                      |
| 2002                | 6                      |                        | 2                      | 3                      |                        | 2                      | 1                      | 1                      | 2                      | 17                     |
| 2003                | 6                      | 1                      | 1                      | 2                      | 1                      | 1                      | 1                      |                        |                        | 13                     |
| 2004                | 4                      | 3                      | 2                      |                        | 2                      | 1                      |                        |                        |                        | 12                     |
| Totale              | 18                     | 9                      | 11                     | 6                      | 9                      | 9                      | 5                      | 4                      | 4                      | 75                     |
| Totale              | 38                     | 38                     | 38                     | 24                     | 24                     | 24                     | 13                     | 13                     | 13                     | 75                     |

## Riconoscimenti

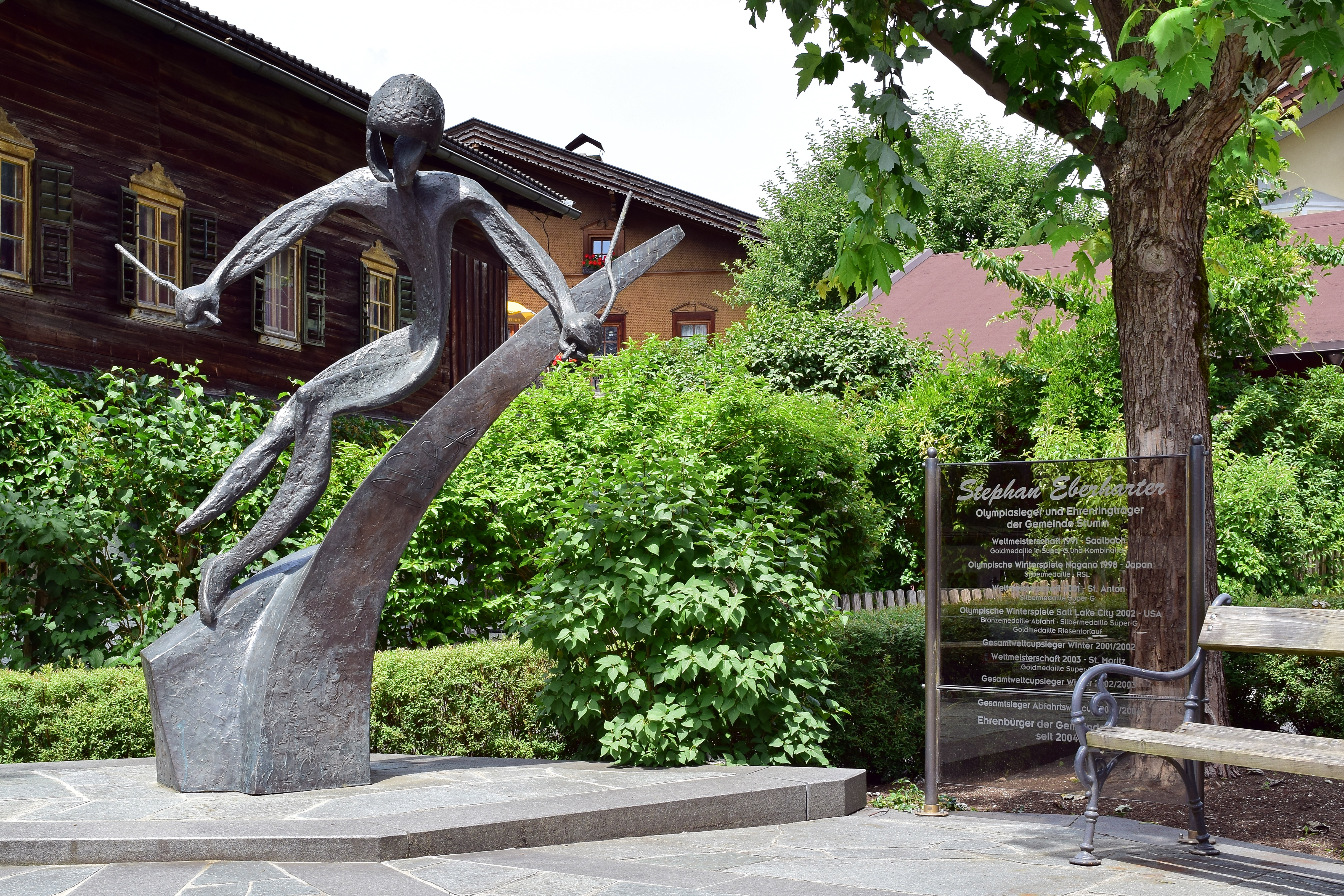
Il monumento dedicato a Eberharter a Stumm

A Eberharter è stato dedicato un monumento nel suo paese d'origine, Stumm.